# WWE 노 머시
노 머시(No Mercy)는 WWE가 주관하는 페이퍼뷰이다.
2003년 6월부터 WWE는 브랜드 분리의 일한으로 브랜드별 페이 퍼 뷰를 진행했다. 따라서 2003년부터 2006년까지 스맥다운 단독페이퍼뷰로 진행되었다가 2007년과 2008년은 RAW와 스맥다운이 합동으로 페이 퍼 뷰를 진행했다. 2008년을 끝으로 사라졌으나, 2016년 7월 RAW와 스맥다운이 다시 분리되고 브랜드별 페이 퍼 뷰를 다시 진행하기로 함에 따라 8년만에 부활했다.

## 노 머시 개최한 곳
| 날짜             | 개최한 곳      | 경기장                   | 관중수 | 메인 이벤트                                                                                    |
| ---------------- | -------------- | ------------------------ | ------ | ---------------------------------------------------------------------------------------------- |
| 1999년 10월 17일 | 클리블랜드     | 건드 아레나              | 18,742 | 트리플 H vs. 스티브 오스틴 (WWF 챔피언십, 애니팅 고즈 매치)                                    |
| 2000년 10월 22일 | 올버니         | 펩시 아레나              | 14,342 | 더락 vs. 커트 앵글 (WWF 챔피언십, 노 디스퀄리피케이션 매치)                                    |
| 2001년 10월 21일 | 세인트루이스   | 사비스 센터              | 15,647 | 스티브 오스틴 vs. 커트 앵글 vs. 랍 밴 댐 (WWF 챔피언십,트리플 쓰렛 매치)                       |
| 2002년 10월 20일 | 노스리틀록     | 올텔 아레나              | 10,000 | 브록 레스너 vs. 언더테이커 (WWE 챔피언십, 헬 인 어 셀 매치)                                    |
| 2003년 10월 19일 | 볼티모어       | 퍼스트마리너 아레나      | 8,500  | 브록 레스너 vs. 언더테이커 (WWE 챔피언십, 바이커 체인 매치)                                    |
| 2004년 10월 3일  | 이스트러더퍼드 | 콘티넨탈 에어라인 아레나 | 10,000 | JBL vs. 언더테이커 (WWE 챔피언십, 라스트 라이드 매치)                                          |
| 2005년 10월 9일  | 휴스턴         | 도요타 센터              | 7,000  | 바티스타 vs. 에디 게레로 (월드 헤비웨이트 챔피언십)                                            |
| 2006년 10월 8일  | 롤리           | RBC 센터                 | 9,000  | 킹 부커 vs. 바비 래쉴리 vs. 바티스타 vs. 핀레이 (월드 헤비웨이트 챔피언십, 페이탈 4-웨이 매치) |
| 2007년 10월 7일  | 로즈먼트       | 올스테이트 아레나        | 12,500 | 트리플 H vs. 랜디 오턴 (WWE 챔피언십, 라스트 맨 스탠딩 매치)                                   |
| 2008년 10월 5일  | 포틀랜드       | 로즈 가든                | 9,527  | 크리스 제리코 vs. 숀 마이클스 (월드 헤비웨이트 챔피언십, 래더 매치)                            |
| 2016년 10월 9일  | 새크라멘토     | 골든 1 센터              | 14,324 | 랜디 오턴 vs. 브레이 와이엇                                                                    |
| 2017년 9월 24일  | 로스앤젤레스   | 스테이플스 센터          | 16,106 | 브록 레스너 vs. 브라운 스트로우먼 (WWE 유니버설 챔피언십)                                      |
| 2023년 9월 30일  | 베이커즈필드   | 메카닉스 뱅크 아레나     | 4,954  | 베키 린치 vs. 티파니 스트랫턴 (NXT 위민스 챔피언십, 익스트림 룰스 매치)                        |
| 2024년 9월 1일   | 덴버           | 볼 아레나                |        | 이덴 페이지 vs. 조 헨드리 (NXT 챔피언십)                                                       |